# Jobst Brandt

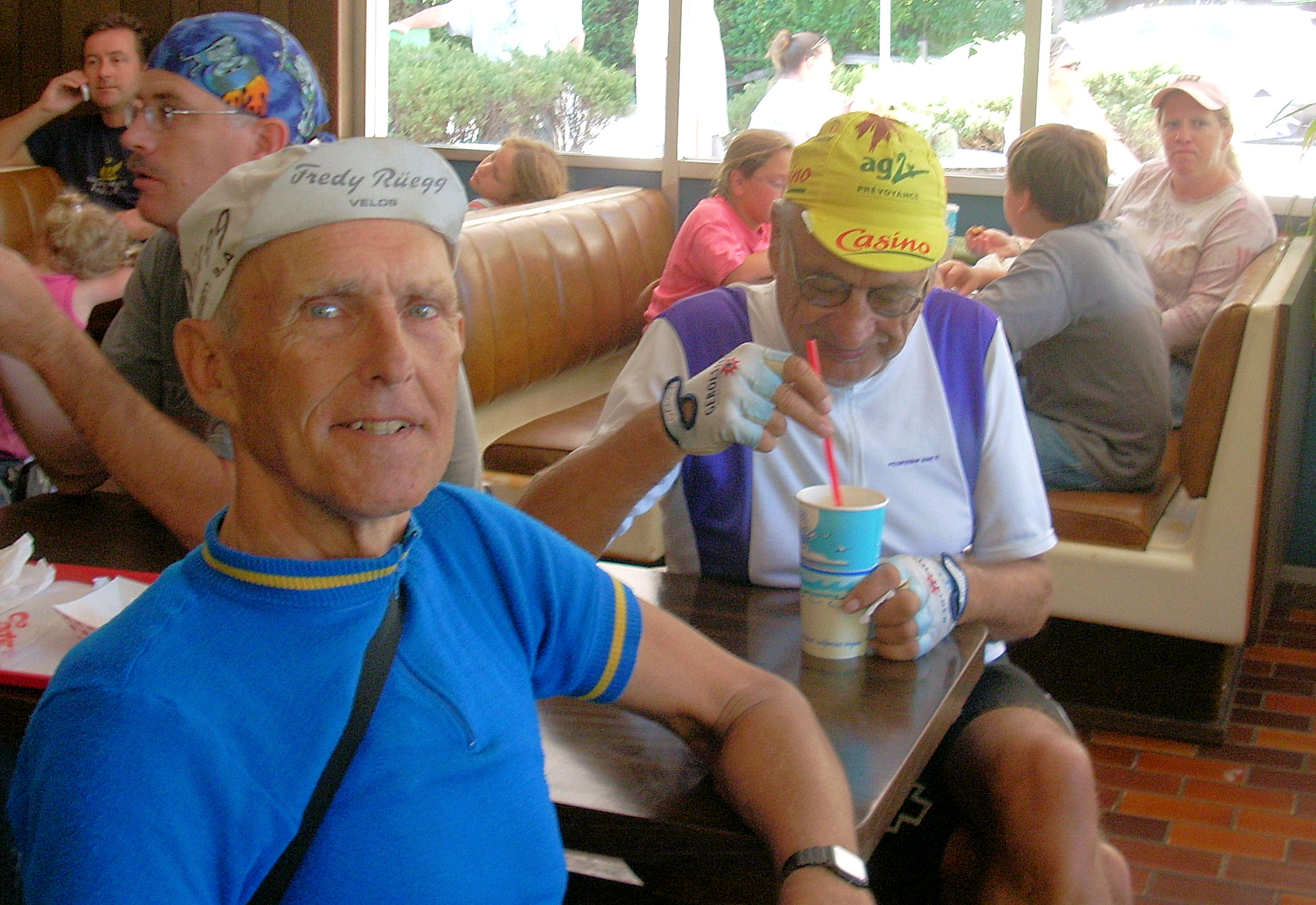
Jobst Brandt 2008

Jobst Brandt (* 14. Januar 1935 in New York City, New York; † 5. Mai 2015 in Palo Alto, Kalifornien) war ein US-amerikanischer Maschinenbauingenieur, Erfinder, Fahrradenthusiast, Lehrer und Autor.

## Leben
Brandt wurde in New York geboren, wo sein Vater, der 1933 nach der Machtübernahme der Nationalsozialisten aus Deutschland geflohene Ökonom Karl Brandt, Professor an der New School for Social Research war.
Die Familie zog 1938 nach Palo Alto an die Pazifikküste, wo Brandt nicht nur seine Jugend verbrachte, sondern bis 1958 an der Stanford University Maschinenbau studierte. Nach zwei Jahren Militärdienst im Army Corps of Engineers, der in der Nähe von Frankfurt am Main stationiert war, fand er eine Anstellung bei Porsche. Zu seinen weiteren Arbeitgebern gehörten Hewlett Packard, das National Accelerator Laboratory und den Fahrradkomponentenhersteller Avocet. Beim letztgenannten Unternehmen war er unter anderem beteiligt an der Entwicklung eines Fahrradcomputers sowie eines Hochleistungs-Fahrradreifens, und verfasste das Buch The Bicycle Wheel, eine Abhandlung über den Laufradbau, das zum Bestseller wurde.

## Wirken
In den späten 1980er und 1990er Jahren während der Ära des Usenet, schrieb Brandt zahlreiche Beiträge in rec.bicycles.tech und weiteren öffentlichen Foren. Seine verlässlichen Erklärungen und prägnanten, bisweilen scharf formulierten Ansichten über Fahrradtechnologie, sowie ausführlichen Beschreibungen seiner Fahrrad-Urlaubstouren in den Alpen und der legendären Ein-Tages-Ausfahrten in die Berge von Santa Cruz, erreichten eine große Leserschaft unter Fahrradbegeisterten weltweit.